# مطار آل مكتوم الدولي

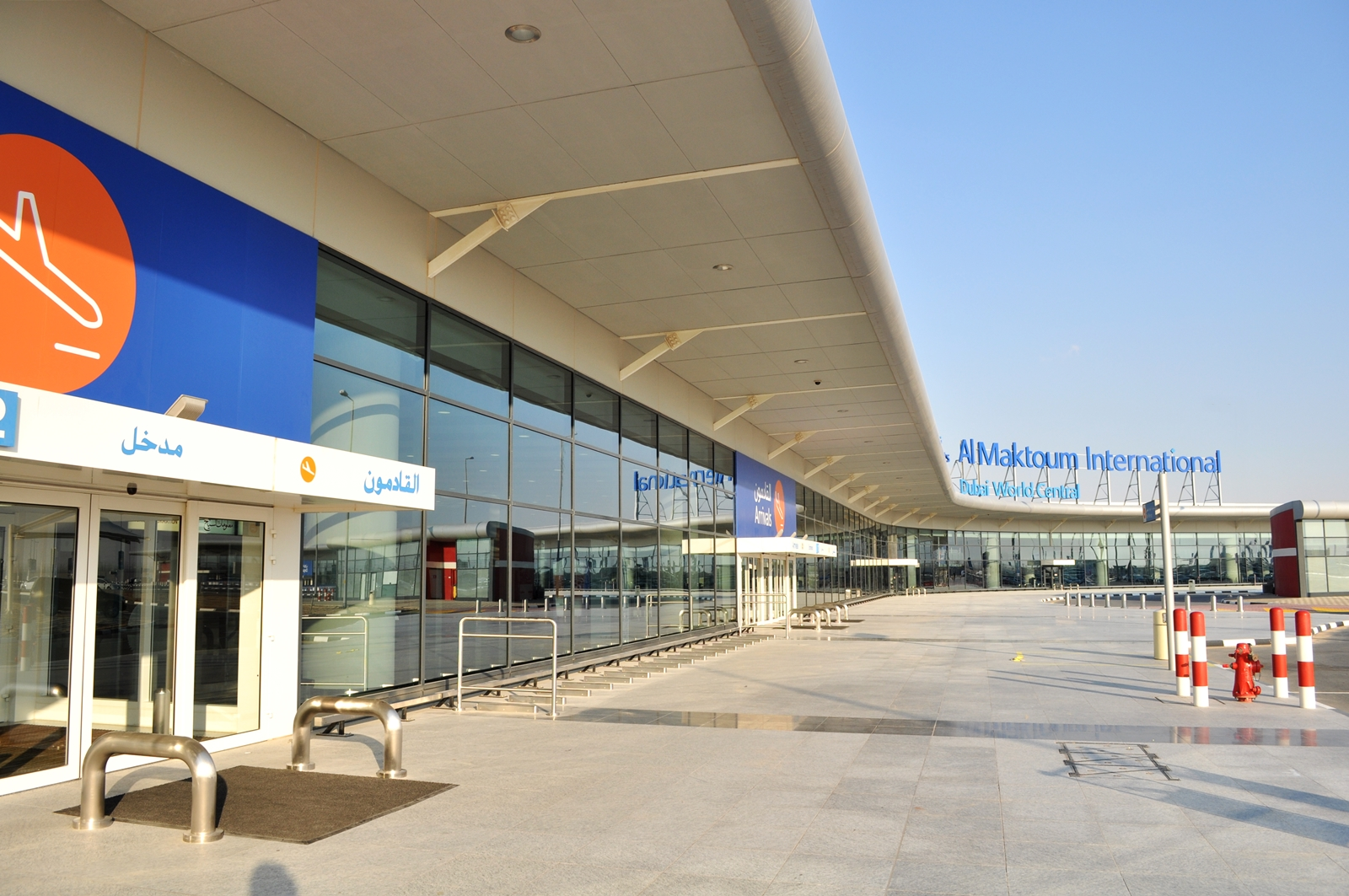

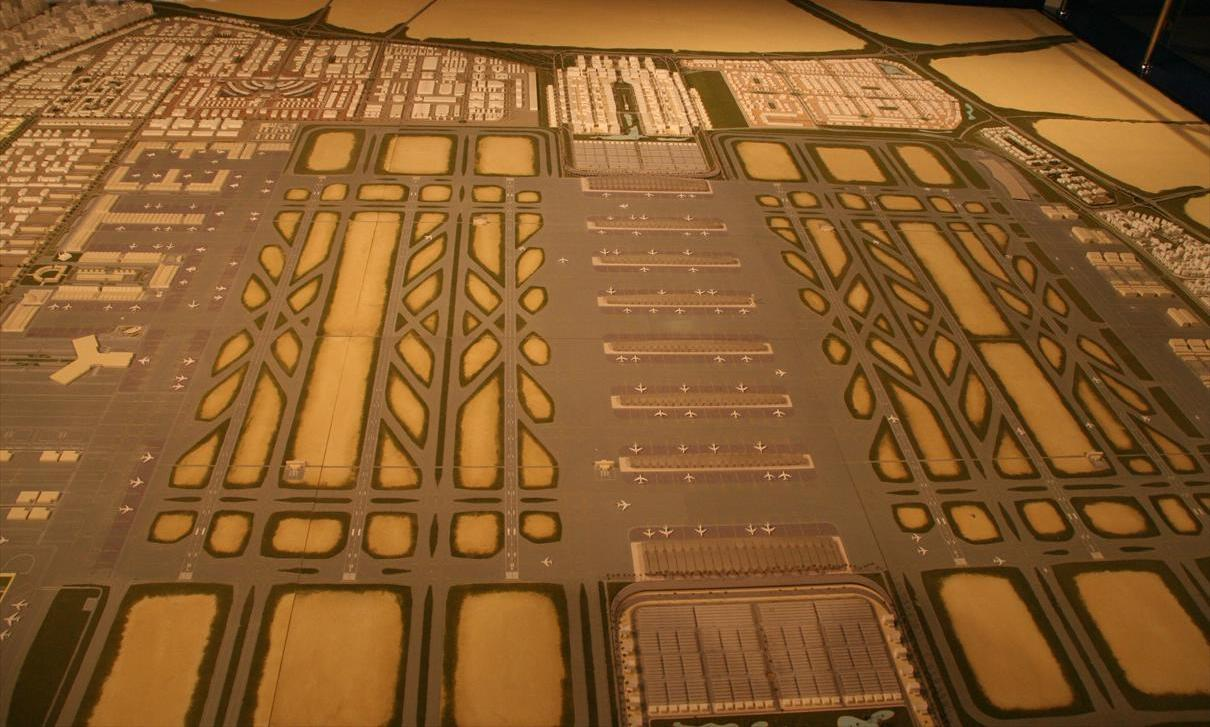
مخطط للمطار

مطار آل مكتوم الدولي (إياتا: DWC، إيكاو: OMDW) أو «مطار دبي ورلد سنترال» هو مطار دولي في جبل علي يبعد 37 كيلومترًا (23 ميلًا) جنوب غرب دبي، الإمارات العربية المتحدة افتتح في 27 يونيو 2010. هو الجزء الرئيسي من مركز دبي العالمي، وهو مجمع سكني وتجاري ولوجستي مخطط له.
سيفتتح المطار بالكامل في عام 2030. تبلغ الطاقة الإنتاجية المتوقعة للمطار 12 مليون طن متري (12,000,000 طن كبير؛ 13,000,000 طن صغير) من الشحن وما بين 160 مليون و260 مليون مسافر، وسيضم المطار 400 بوابة للطائرات ومبنى للمسافرين بكلفة (34.8) مليار دولار.، اعتبارًا من عام 2021، قامت عدد قليل فقط من شركات الطيران بتشغيل خدمات الركاب من مطار آل مكتوم الدولي مع التركيز على نشاط الشحن. الدافع الأكبر لبناء هذا المطار هو وصول مطار دبي الدولي إلى أقصى طاقته الاستيعابية خلال الأعوام القليلة المقبلة، مع 75 مليون مسافر.
يحتوي مطار آل مكتوم دبي ورلد سنترال على ما يلي :
- 6 مدارج متوازية، ((تحويل | 4.5 | كم | ميل)) في طولها، ويفصل بين كل منها مسافة ((تحويل | 800 | م | قدم)).
- ثلاثة من الركاب من بينهم اثنان من مرافق فاخرة واحد مخصص لشركات الطيران مجموعة الإمارات، والثانية لشركات الطيران الأخرى، والثالث مخصص لشركات الطيران منخفضة التكاليف.
- متعددة الالتقاء
- 16 محطة للشحن مع 12 مليون طن
- التنفيذي لرويال جت والمراكز
- فنادق ومراكز تسوق
- دعم وصيانة المرافق : الوحيدة في المنطقة مركزا للألف، باء، جيم والتدقيق على جميع طائرات A380 حتى المواصفات
- أماكن وقوف السيارات أكثر من 100000 (ربما تحت الأرض) لموظفي المطار والمسافرين
- آل مكتوم الدولي ومطار القائمة مطار دبي الدولي وسيتم ربط مقترحة من جانب السرعة العالية في التعبير عن منظومة السكك الحديدية
- آل مكتوم المطار كما سيتم يخدمها مترو دبي ومخصصة دبي ورلد سنترال للسكك الحديدية الخفيفة
- آل مكتوم مطار ستستخدم فقط من قبل شركات النقل الأجنبية. الإمارات للعمليات (على حد سواء لنقل الركاب والبضائع) ستبقى في مطار دبي الدولي.

## المرافق
المطار يخطط لستة مدارج متوازية 4500m، مع الركاب الكبيرة المعقدة في وسطه. وسوف تنتشر على ثلاثة مدارج على جانب من التعقيد في حين أن ثلاثة آخرين سيتم وضعها في الجانب الآخر. وعلاوة على ذلك، سيكون لكل مدرج سفلت الممتدة على جانبي الطرق التي تسمح للطائرات على تخطي المدرجات وسيارات الأجرة وغيرها من دون عرقلة حركة الطائرات من هذه المدرجات والمدارج. المطار هو أكبر قسم من عناصر دبي ورلد سنترال. وعندما يكتمل بناؤه سيكون قادرا على التعامل مع 120 مليون مسافر و 11 مليون طن من البضائع سنويا. الكبير في المدرجات والمسافة بين تسمح في نفس الوقت الإقلاع والهبوط
دبي توقعات زيادة فادحة في عدد المسافرين على الأجواء التي قامت على افتراض أنها ستصبح مركزا مثاليا الجوية العابرة للمسافرين القادمين من منطقة آسيا والمحيط الهادئ وجنوب آسيا وشرق الأوسط الكبير، أفريقيا، أوروبا، وأستراليا) لالكنغر الطريق—أستراليا إلى أوروبا وبريطانيا، والعكس بالعكس).
عند الانتهاء سيكون رابع أكبر منشأة في الهواء مساحة الأرض (حجم المادية). إلا ثلاثة مرافق أخرى الجوية / وكانت أكبر من دبي ورلد سنترال :
مطار الملك فهد الدولي (الدمام، المملكة العربية السعودية، الذي هو أكبر من بلد البحرين) (780 كيلومتر مربع)
وفي مونتريال، كندا، مطار منتريال - ميرابيل الدولي (392 كيلومتر مربع، حسبما كان مقررا في عام 1969، ولكن اعتبارا من كانون الأول / ديسمبر 2006، إلا حوالي 50 كيلو متر مربع)
الرياض / مطار الملك خالد الدولي (225 كيلومتر مربع).
الهواء معقدة، وربما تصبح أكثر إيرباص A380 صديقة للمنشأة جوية في العالم منذ جميع يصعب الوقوف بوابات سد الجوية قادرة على استيعاب الطائرات، كما تقترح الخطة النموذجية.
المرفق، ولكن في البداية خدمة الشحن لشركات الطيران. عدد كبير والمستودعات وحظائر خط غرب البلاد جزء من المطار. هذه مترابطة والمخازن و/ أو حظائر وسوف تمتد من البداية إلى النهاية من الجنوب الغربي من المدرج. كل من هذه المخازن و/ أو حظائر قادرة السكن طائرات A380.
المطار ستكمل مطار دبي الدولي، بعض 40 كيلو متر بعيدا. المطار نفسها محاطة كبير مركز النقل والتموين، والبالغة منتجع الجولف الفاخرة (ضاحية سكنية متداخلة بين الخضراء والممرات)، والتوسع التجاري والمعرض المرافق (3 ملايين متر مربع من مساحة المعرض— سوف تصبح أكبر شركة في العالم واحد منطقة تجارية واسعة، ومساحات سكنية / منطقة المساكن.

## شركات الطيران والوجهات

### المسافر
| شركـات طيـران      | الوجهات                                                           |
| ------------------ | ----------------------------------------------------------------- |
| إيروفلوت           | موسمي: مطار سوتشي الدولي                                          |
| Azimuth            | Mineralnye Vody ‏، مطار سوتشي الدولي                               |
| إير كايرو          | مطار شرم الشيخ الدولي                                             |
| Air Mediterranean  | مطار دمشق الدولي                                                  |
| كوندور للطيران     | موسمي عارض: مطار دوسلدورف الدولي                                  |
| Enter Air          | موسمي: مطار كاتوفيتشي، Poznań، مطار وارسو فريدريك شوبان           |
| FlyOne             | مطار يريفان الدولي                                                |
| Pobeda             | مطار محج قلعة الدولي (تبدأ في 4 أكتوبر 2023)، مطار فنوكوفو الدولي |
| Smartlynx Airlines | موسمي عارض: مطار برلين براندنبرغ                                  |
| Utair              | موسمي: Tyumen                                                     |

### الشحن
| شركـات طيـران         | الوجهات |
| --------------------- | --- |
| Aerotranscargo        | مطار هونغ كونغ الدولي، مطار تشنغتشو الدولي |
| كارغولوكس             | مطار هونغ كونغ الدولي، مطار سوكارنو هاتا الدولي، مطار لوكسمبورغ، مطار كوالالمبور الدولي |
| Cargolux Italia       | مطار مالبينسا |
| كاثي باسيفيك          | مطار سخيبول أمستردام، مطار فرانكفورت، مطار هونغ كونغ الدولي، مطار لندن هيثرو، مطار الملك خالد الدولي |
| الخطوط الجوية الصينية | مطار أنديرا غاندي الدولي، مطار سوفارنابومي الدولي، مطار فرانكفورت، مطار نوي باي الدولي، مطار لوكسمبورغ، مطار فاكلاف هافيل الدولي، مطار تايوان تاويوان الدولي |
| الإمارات للشحن الجوي  | مطار أديس أبابا بولي الدولي، مطار سردار فالابهبهاي باتل الدولي، مطار هواري بومدين الدولي، مطار سخيبول أمستردام، مطار أوكلاند الدولي، مطار برشلونة الدولي، مطار سوفارنابومي الدولي، مطار إلدورادو الدولي، مطار بروكسل الدولي، مطار القاهرة الدولي، مطار أوهير الدولي، مطار ليوبولد سيدار سنغور الدولي، مطار الملك فهد الدولي، مطار شاه جلال الدولي، مطار جيبوتي الدولي، مطار إنتيبي الدولي، مطار فرانكفورت، مطار قوانغتشو باييون الدولي، مطار نوي باي الدولي، مطار تان سون نهات الدولي، مطار هونغ كونغ الدولي، مطار جورج بوش الدولي، مطار سوكارنو هاتا الدولي، مطار أوليفر ريجنالد تامبو، مطار الخرطوم الدولي، مطار مورتالا محمد الدولي، مطار لييج، مطار ليلونغوي الدولي، مطار لندن هيثرو، مطار ماستريخت آخن، مطار مدريد باراخاس الدولي، مطار بينيتو خواريز الدولي، مطار مالبينسا، مطار تشاتراباتي شيفاجي الدولي، مطار جومو كينياتا الدولي، مطار جون إف كينيدي الدولي، مطار واغادوغو، مطار بنوم بنه الدولي، مطار ماريسكال سوكري الدولي، مطار الملك خالد الدولي، مطار شانغهاي بودنغ الدولي، مطار شانغي سنغافورة، مطار سيدني، مطار تايوان تاويوان الدولي، مطار ناريتا الدولي، مطار سرقسطة |
| مصر للطيران للشحن     | مطار القاهرة الدولي |
| لوفتهانزا للشحن       | مطار هونغ كونغ الدولي، مطار فرانكفورت |
| طيران كاليتا          | مطار بروكسل الدولي |
| MASKargo              | مطار سخيبول أمستردام، مطار كوالالمبور الدولي |
| الخطوط الجوية القطرية | مطار حمد الدولي |
| الخطوط الجوية التركية | مطار راجيف غاندي الدولي، مطار إسطنبول الدولي |
| طيران تركمانستان      | مطار عشق آباد الدولي |

## البناء
بالإضافة إلى المبنى الحالي المتطور للمطار فقد أعلن الشيخ محمد بن راشد آل مكتوم،  في 2024 عن التصاميم المعتمدة لمبنى المسافرين الجديد في مطار آل مكتوم الدولي حيث ستبلغ تكلفة تشييد المبنى 128 مليار درهم ما يعادل 35 مليار دولار وقد قال بأنه:
"سيكون الأكبر في العالم بطاقة استيعابية نهائية تصل إلى 260 مليون مسافر.. وسيكون خمسة أضعاف مطار دبي الدولي الحالي.. وسيتم نقل كافة عمليات مطار دبي الدولي له خلال السنوات القادمة".
ومن ضمن الخطة أن يحتوي المطار على 400 بوابة للطائرات، وخمسة مدرجات متوازية،بالإضافة إلى تصميم انسيابي باللون الأبيض مع حدائق داخلية واستخدام احدث التقنيات في قطاع الطيران

## السوق  الحرة في  مطار آل مكتوم
تؤمن السوق الحرة في مطار آل مكتوم الدولي كافة البضائع كالأزياء والذهب والاكسسوارات وغيرها

## مواضيع ذات علاقة
- صفحة المشروع
- مركز دبي العالمي
- مطار دبي الدولي
- قائمة المشاريع العملاقة